# 四(焦亚磷酸二氢根)合二铂(II)酸四钾
四(焦亚磷酸二氢根)合二铂(II)酸四钾是一种配位化合物，化学式为K4[Pt2(HO2POPO2H)4]（其中HO2POPO2H可简写为pop），它是可溶于水的黄色固体，可由氯亚铂酸钾和亚磷酸反应制得：
2 K2PtCl4  +  8 H3PO3  →  K4[Pt2(HO2POPO2H)4]  +  8 HCl  +  4 H2O
它和[Bu4N]Cl或[PPN]Cl反应，可以得到[Bu4N]4[Pt2(pop)4]或[PPN]4[Pt2(pop)4]。